# Ticehurst
Ticehurst är en civil parish i Storbritannien.   Den ligger i grevskapet East Sussex och riksdelen England, i den sydöstra delen av landet, 60 km sydost om huvudstaden London.